# San Mateo County
San Mateo County je okres ve státě Kalifornie v USA. K roku 2010 zde žilo 718 451 obyvatel. Správním městem okresu je Redwood City. San Mateo County je součástí San Francisco Bay Area. Na severu sousedí se San Francisco County a na jihu se Santa Cruz County.